# 印度园蛛
印度园蛛（学名：Araneus pahalgaonensis）为园蛛科园蛛属的动物。分布于印度以及中国大陆的浙江等地。该物种的模式产地在印度。